# Urs Eiselin
Urs Eiselin (ur. 8 sierpnia 1976 w Sarnen) – szwajcarski snowboardzista, wicemistrz świata.

## Kariera
W Pucharze Świata zadebiutował 14 listopada 1997 roku w Tignes, gdzie zajął 57. miejsce w gigancie. Pierwsze pucharowe punkty wywalczył 2 grudnia 2000 roku w Ischgl, zajmując 20. miejsce w gigancie równoległym (PGS). Na podium zawodów pucharowych po raz pierwszy stanął 21 marca 2002 roku w Tandådalen, kończąc rywalizację w tej konkurencji na drugiej pozycji. W zawodach tych rozdzielił na podium Francuza Nicolasa Hueta i Kanadyjczyka Jaseya-Jaya Andersona. Łącznie trzynaście razy stawał na podium zawodów PŚ, odnosząc przy tym cztery zwycięstwa. Najlepsze wyniki osiągnął w sezonach sezonie 2004/2005, kiedy to zajął drugie miejsce w klasyfikacji PAR. Rok wcześniej w tej samej klasyfikacji zajął trzecie miejsce.
Największy sukces w karierze osiągnął w 2005 roku, kiedy na mistrzostwach świata w Whistler wywalczył srebrny medal w gigancie równoległym. Uplasował się tam między Huetem i Austriakiem Siegfriedem Grabnerem. Był też między innymi siedemnasty w slalomie równoległym (PSL) podczas mistrzostw świata w Kreischbergu dwa lata wcześniej. Nie startował na igrzyskach olimpijskich.
W 2007 roku zakończył karierę.

## Osiągnięcia

### Mistrzostwa świata
| Miejsce | Dzień       | Rok  | Miejscowość          | Konkurencja       | Zwycięzca          |
| ------- | ----------- | ---- | -------------------- | ----------------- | ------------------ |
| DSQ     | 22 stycznia | 2001 | Madonna di Campiglio | Gigant            | Jasey-Jay Anderson |
| 39.     | 24 stycznia | 2001 | Madonna di Campiglio | Gigant równoległy | Nicolas Huet       |
| DNF     | 13 stycznia | 2003 | Kreischberg          | Gigant równoległy | Dejan Košir        |
| 17.     | 14 stycznia | 2003 | Kreischberg          | Slalom równoległy | Siegfried Grabner  |
| 2.      | 18 stycznia | 2005 | Whistler             | Gigant równoległy | Jasey-Jay Anderson |
| 26.     | 19 stycznia | 2005 | Whistler             | Slalom równoległy | Jasey-Jay Anderson |

### Puchar Świata

#### Miejsca w klasyfikacji generalnej
- sezon 1999/2000: -
- sezon 2000/2001: -
- sezon 2001/2002: -
- sezon 2002/2003: -
- sezon 2003/2004: -
- sezon 2004/2005: -
- sezon 2005/2006: 29.
- sezon 2006/2007: 26.

#### Miejsca na podium
1. Tandådalen – 21 marca 2002 (slalom równoległy) – 2. miejsce
2. Bad Gastein – 5 stycznia 2003 (slalom równoległy) – 3. miejsce
3. Sölden – 18 października 2003 (gigant równoległy) – 1. miejsce
4. Stoneham – 21 grudnia 2003 (gigant równoległy) – 1. miejsce
5. L’Alpe d’Huez – 10 stycznia 2004 (gigant równoległy) – 1. miejsce
6. Mount Bachelor – 5 marca 2004 (gigant równoległy) – 3. miejsce
7. Sölden – 17 października 2004 (gigant równoległy) – 3. miejsce
8. Landgraaf – 24 października 2004 (slalom równoległy) – 1. miejsce
9. Maribor – 1 lutego 2005 (gigant równoległy) – 2. miejsce
10. Sapporo – 18 lutego 2005 (gigant równoległy) – 3. miejsce
11. Sapporo – 19 lutego 2005 (slalom równoległy) – 3. miejsce
12. Lake Placid – 3 marca 2005 (gigant równoległy) – 2. miejsce
13. Tandådalen – 16 marca 2005 (gigant równoległy) – 2. miejsce

- W sumie 4 zwycięstwa, 4 drugie i 5 trzecich miejsc.